# Diocese de Gizo
A Diocese de Gizo (Dioecesis Ghizotana) é uma diocese sufragânea da Arquidiocese de Honiara. Foi erguida como Vicariato Apostólico das Ilhas Salomão Setentrionais e Ilhas Salomão Meridionais em 1959 e, em 1966, elevada a diocese com a mudança de nome para Gizo.

## Bispos
- Eusebius John Crawford, O.P. (1960–1995)
- Bernard Cyril O'Grady, O.P. (1995–2007)
- Luciano Capelli, S.D.B. (2007-2023) Bispo emérito
- Peter Houhou (2023-) Atual

## Fonte
- «Diocese of Gizo». Catholic-Hierarchy. Consultado em 10 de janeiro de 2007